# Chen Sheng
En aquest nom xinès, el cognom és Chen.
Chen Sheng (xinès tradicional: 陳勝, xinès simplificat: 陳勝; pinyin: Chén Shèng; mort el 208 aEC), també conegut en algunes fonts com Chen She (陳涉), va ser el líder de la primera revolta, coneguda com l'Atabalat Aixecament dels Llogarets, en contra de la Dinastia Qin durant el regnat de Qin Er Shi.

## Començament de la revolta
Chen va néixer en Yangcheng (avui en dia Dengfeng, Henan). En el 209 aC, hi era un capità militar juntament amb Wu Guang quan els dos van ser ordenats de dirigir 900 soldats a Yuyang (en l'actualitat Beijing) per ajudar a defensar la frontera nord contra els xiongnu. A causa de les tempestes, va quedar clar que no podrien arribar a Yuyang el termini previst, i d'acord amb la llei, si els soldats no arribaven a temps a les seves destinacions, serien ajusticiats. Chen i Wu, creient que estaven condemnats, va portar als seus soldats a iniciar una revolta. Van anunciar que Fusu, el príncep hereu de Qin, havia estat erròniament obligat a suïcidar-se, i Xiang Yan, un general de Chu, no havia mort i s'unia a la seva causa. També van declarar el restabliment de Chu.
Usar 900 homes per resistir a un imperi semblava ser una moviment suïcida, però la gent, que s'havia sentit profundament oprimida pel règim de Qin, se va unir ràpidament a la causa de Chen i Wu. Més de 20.000 se va unir. Prompte, hi hagué gent que demanava a Chen de declarar-se a si mateix Rei de Chu. En contra del consell de Zhang Er i Chen Yu, Chen Sheng es va declarar a si mateix com a tal, i no va fer com deien ells, és a dir: cercar un descendent de la casa reial de Chu perquè fóra el rei.

## Caiguda i mort
Chen, va establir la seva capital a Chenqiu (avui en dia Zhoukou, Henan), a continuació, va encarregar a diversos generals d'avançar en totes les direccions per conquerir el territori de Qin. Entre aquests hi eren Wu Guang, a qui nomenà en qualitat de Rei de Chu i Zhou Wen, a qui va ordenar d'anar cap a l'oest, cap al Qin Propi; el seu amic Wu Chen, a qui va ordenar dirigir-se al nord cap al territori de l'antic Zhao; i Zhou Fu, a qui va ordenar d'anar cap al nord-est cap al territori de l'antic Wei.
Això no obstant, cap d'aquests generals retornà. Després de derrotes inicials les forces de Qin es van reagrupar sota el general Zhang Han. Wu Guang va ser assassinat pels generals al seu càrrec; Zhou Wen va ser derrotat per l'exèrcit de Qin; Wu Chen va ser inicialment reeixit però llavors es va proclamar a si mateix Rei de Zhao i es va independitzar de Chu; i Zhou Fu va donar suport a un descendent de la casa reial de Wei per ser el Rei de Wei, també independent de Chu. Una de les raons principals perquè Wu Chen i els generals que van assassinar Wu Guang se separaren del regnat va ser perquè Chen era un paranoic com a rei: els generals eren executats per qualsevol signe d'infidelitat, fins i tot per rumors. La crueltat de Chen i les seves constants derrotes en batalla van fer-li cada vegada més difícil el reunir seguidors. Chen era molt debilitat, i com ell van patir pèrdues a mans de l'exèrcit de Qin, va liderar ell mateix una força d'expedició per intentar reunir reforços, però va ser assassinat pel seu guàrdia Zhuang Jia en l'hivern del 209-208 aEC. La seva revolta va acabar només 6 mesos després d'haver començat.
Chen era sovint idealitzat, per les versions de la història promulgades pels historiadors xinesos, om un gran líder dels pagesos contra l'opressió intolerable de la noblesa i burgesia de Qin. Això no obstant, eixa percepció no és la realitat. Les decisions de Chen, mentre que motivades pel seu desig d'enderrocar a Qin, també hi eren motivada sovint pel seu propi interès i auto-engrandiment. També va fallar per no prendre els bon consells i per sobreestimar-se. Com l'historiador 
| «                                                      | Quan Chen Sheng en un principi es va convertir en Rei de Chu, els seus familiars i amics van arribar a unir-se-li, tal com va fer el seu sogre. Però quan el seu sogre va arribar, Chen el va tractar com un hoste ordinari i només va fer una lleugera inclinació de cap, no agenollant-se davant d'ell. Llavors el seu sogre es va emprenyar i digué, "Estàs dirigint una revolta i reclamant falsament el títol d'un rei, però ets arrogant cap als teus majors: Segurament no te'n sortiràs." El va girar la cara per dirigir-se a marxar sense més discussió, i malgrat que Chen es va agenollar per demanar-li perdó, ell va ignorar a Chen. Més tard, quan hi hagué més i més parents i amics que arribaven, ells en van passar el temps discutint sobre les històries de quan Chen era jove. Algú al servei de Chen va suggerir, "Els vells amics i convidats de sa Altesa Reial són ximples, i sovint els agradava parlar en va; podrien malmetre la teva imatge i ferir la teva reputació." Chen va passar per les armes a un bon nombre dels seus vells amics i, per tant, els seus amics van començar a marxar del seu costat i a no seguir-li. Chen feu a Zhu Fang ser el seu ministre d'examinació i a Hu Wu ser el cap de la seva guàrdia, per estar a càrrec de la intel·ligència i la seguretat. Quan els generals conquerien ciutats i tornaven, ambdós sovint criticaven i feien la contra per qualsevol galindaina en les ordres emeses pels generals o en els seus actes; sovint, si sentien que les ordres o els actes no eren legals, ells arrestaven als generals. Chen considerava aquells sent més estrictes com els més fidels. Els que no agradaven a Chen eren enviats al consell de guerra o castigats personalment per Chen. Els generals no tenien cap afecte per Chen, i això va conduir a la seva caiguda. | » |
| — Sima Guang de la Dinastia Song, en el Zizhi Tongjian | |   |

## Diversos
Chen Sheng sembla ser la persona que va encunyar el proverbi xinès, "Com pot un esbarzer entendre les ambicions d'un cigne!" (燕雀安知鴻鵠志), una dita que ocupa un lloc destacat en el Capítol 4 de la novel·la clàssica del Romanç dels Tres Regnes.
El patró d'un impostor i el seu general, fundat per Chen Sheng, va ser seguit de prop per Han Shantong i Liu Futong durant el final de la Dinastia Yuan.